# Ilhas Virgens Americanas nos Jogos Olímpicos de Inverno de 1992
As Ilhas Virgens Americanas participaram dos Jogos Olímpicos de Inverno de 1992 em Albertville, França.